# Girolamo Bardi
Girolamo Bardi (Florença, 31 de janeiro de 1685 - Roma, 11 de março de 1761) foi um cardeal do século XVIII

## Biografia
Nasceu em Florença em 31 de janeiro de 1685. Da família dos condes de Vernio. O mais velho dos quatro filhos de Flaminio Bardi e Lucrezia Carnesecchi. Os outros irmãos eram Camillo, Orazio e Sestilia. Seu sobrenome também está listado como de' Bardi. Seus pais conseguiram para ele a adesão à Ordem Soberana de Malta e o enviaram para estudar em Bolonha. Parente do Papa Clemente XII, por parte de sua irmã.
Estudou no colégio jesuíta de S. Francesco Zaverio, Bolonha; e depois na Universidade de Pisa, onde obteve o doutorado em direito.
Ele foi para Roma sob o patrocínio do Cardeal Lorenzo Corsini, futuro Papa Clemente XI. Ingressou na Prelatura Romana em 1715. Referendário dos Tribunais da Assinatura Apostólica da Justiça e da Graça, 8 de agosto de 1715. Governador de Faenza, abril de 1717. Vice-legado em Ferrara de 1718 a 1722. Chamado a Roma pelo Papa Inocêncio XIII, foi nomeado relator da SC da Sagrada Consulta em maio de 1722. Protonotário apostólico supernumerario . Tenente civil do Tribunal da Câmara Apostólica, 29 de setembro de 1728 até 1733. Secretário da SC da Sagrada Consulta , 3 de março de 1733. Famoso por sua piedade, retidão e caridade, doou 30.000 escudos para o estabelecimento de um hospital para os pobres.
Criado cardeal diácono no consistório de 9 de setembro de 1743; recebeu o chapéu vermelho em 12 de setembro de 1743; e a diaconia de S. Adriano, em 23 de setembro de 1743. Recebeu as ordens menores em 24 de novembro de 1743; o subdiaconato em 8 de dezembro de 1743; e o diaconato em 13 de dezembro de 1743.
Ordenado em 15 de dezembro de 1743. Optou pelo título de S. Maria degli Angeli em Terme, em 28 de maio de 1753. Camerlengo do Sagrado Colégio dos Cardeais, de 12 de janeiro de 1756 até 3 de janeiro de 1757. Participou do conclave de 1758, que elegeu o Papa Clemente XIII; ele teve que deixar o conclave por causa da doença em 24 de junho de 1758; ele se recuperou e voltou ao conclave durante a adorazione , após a eleição do novo papa.
Morreu em Roma em 11 de março de 1761. Exposto na igreja de S. Marcello, Roma; e enterrado em frente ao altar-mor da igreja de S. Maria degli Angeli em Terme, seu título (1) . Em seu testamento, ele deixou trinta mil escudos para a fundação do hospital.